# Fissidens usambaricus
Fissidens usambaricus är en bladmossart som beskrevs av Brotherus 1894. Fissidens usambaricus ingår i släktet fickmossor, och familjen Fissidentaceae. Inga underarter finns listade i Catalogue of Life.